# 波特雷罗德卡尼亚
波特雷罗德卡尼亚是巴拿马奇里基省托莱区的一个城市。 该市面积为20.1平方（7.8平方英里），2010年时人口为337，故其人口密度为16.8名居民每平方（44名居民每平方英里）。 1990年时人口为1,751，2000年时人口为458。